# Museum am Markt (Schiltach)
Das Museum am Markt liegt am historischen Marktplatz von Schiltach im Schwarzwald, Baden-Württemberg.
Es ist in einem dreistöckigen Fachwerkhaus eingerichtet. Das Museum am Markt gehört gemeinsam mit dem Schüttesäge-Museum zu den Städtischen Museen Schiltach.

## Ausstellungen

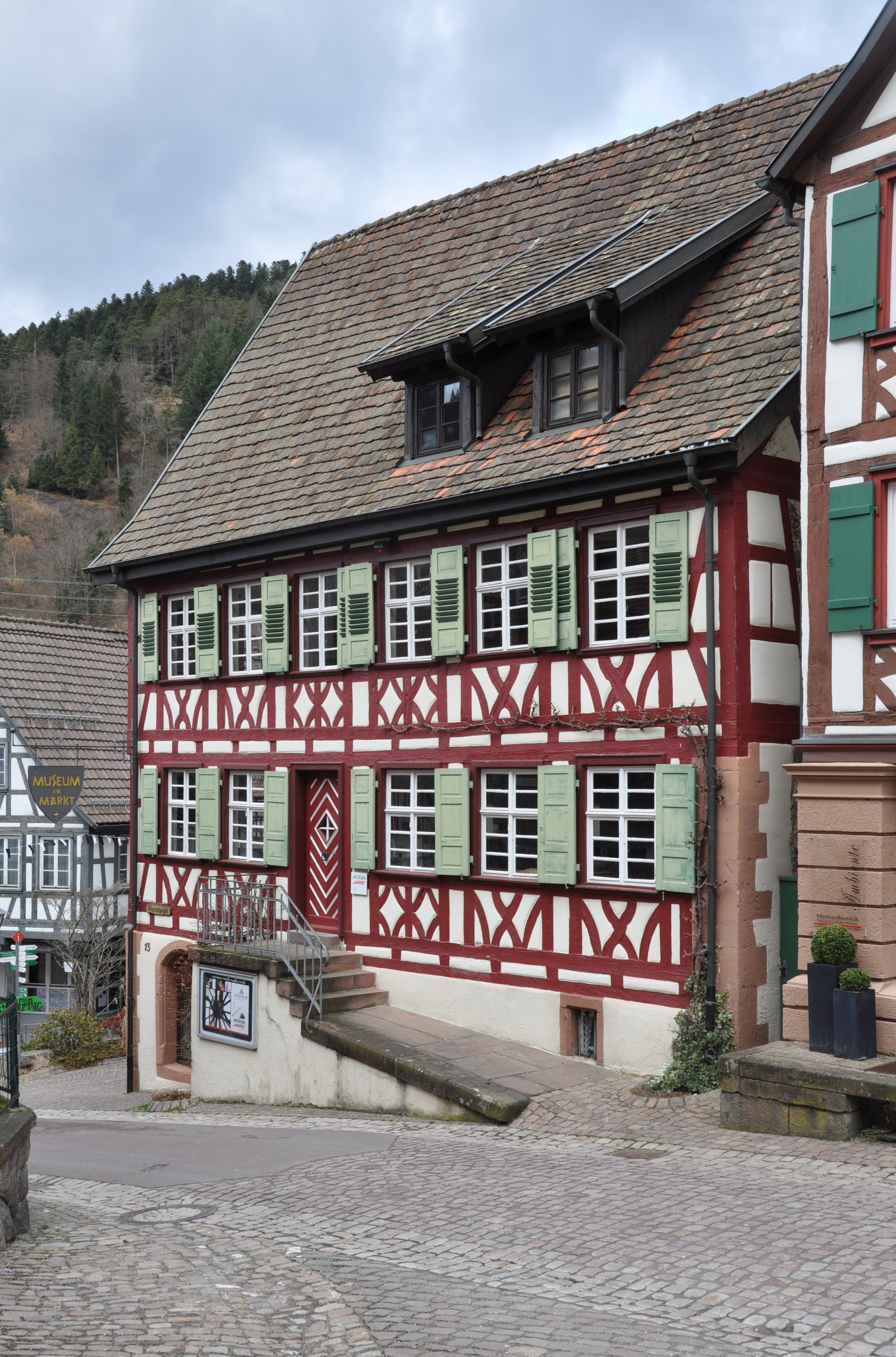
Museum am Markt, vom Marktplatz aus gesehen

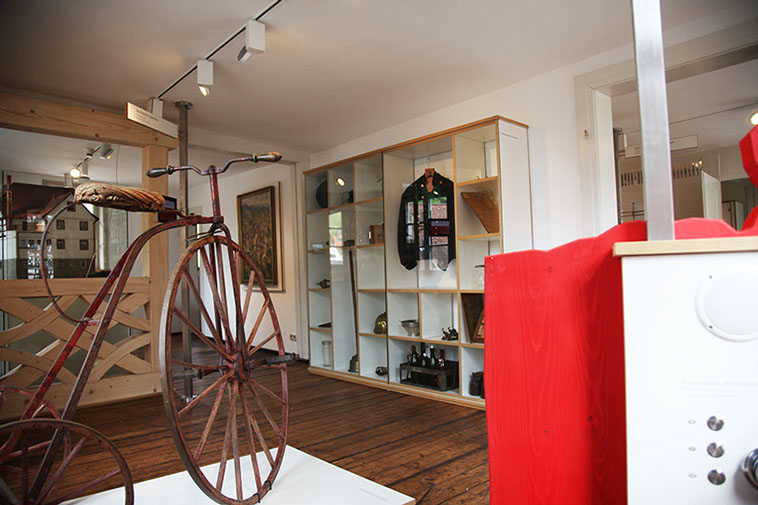
Darstellung des Lebens der Arbeiterschaft im 20. Jahrhundert

Die 2011 komplett modernisierte ständige Ausstellung beschäftigt sich in zehn Themenräumen mit Sagen und Geschichten aus der Vergangenheit der Stadt im mittleren Schwarzwald. Ein Hörspiel erzählt die Geschichte vom Teufel und der Magd, die für einen großen Stadtbrand 1533 verantwortlich gemacht wurden. Ein Mitmachmodell dokumentiert Aufbau und Stabilität von Fachwerkwänden, da in Schiltach zahlreiche historische Fachwerkgebäude das Stadtbild prägen.
Erzählt wird auch die Geschichte der seit 1974 nach Schiltach eingemeindeten Landgemeinde Lehengericht. Aufgrund ihrer verstreuten Besiedlung über verschiedene Täler stand das Lehengerichter Rathaus daher außerhalb des eigenen Territoriums auf Schiltacher Gebiet – eine deutschlandweite Besonderheit. Erinnert wird aber nicht allein an die Vergangenheit, gezeigt wird auch die bis in die Gegenwart gepflegte Tradition der Lehengerichter Tracht.
In weiteren Bereichen wird an die Industrialisierung des heutigen Industriestandorts, geprägt durch die natürlichen Rohstoff- und Energiequellen Holz und Wasser, vorgestellt. Auch präsentiert ein Modell lebendig die Geschichte der Römerstraße von Straßburg nach Rottweil entlang des bis in die Gegenwart prägenden Kinzigtals.
Ausstellungsbesucher haben Zugriff auf moderne ipads, die vertiefende Inhalte auf Deutsch, Englisch und Französisch bieten.

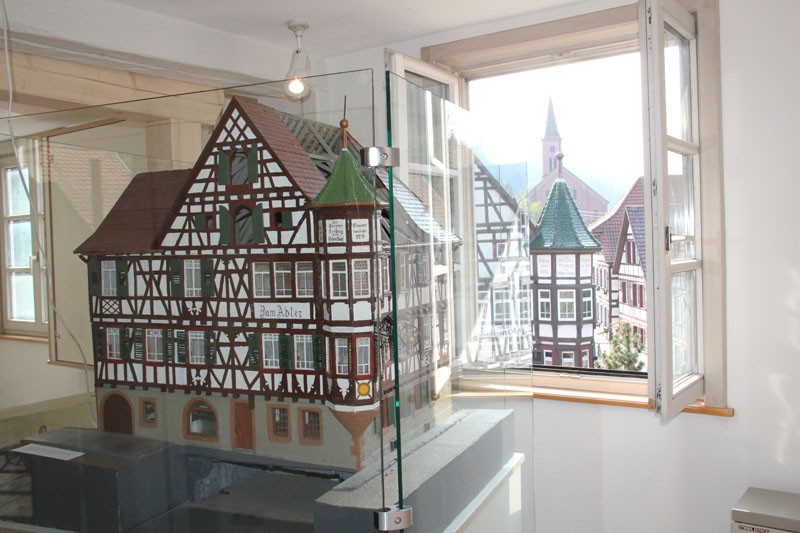
Das Modell des Gasthaus Adler zeigt die Schönheit der Schiltacher Fachwerkhäuser

Highlights der Ausstellung sind u. a. die Fahne der Ortsgruppe des Reichsbanners Schwarz-Rot-Gold und die Darstellung der Geschichte des Teufels von Schiltach.

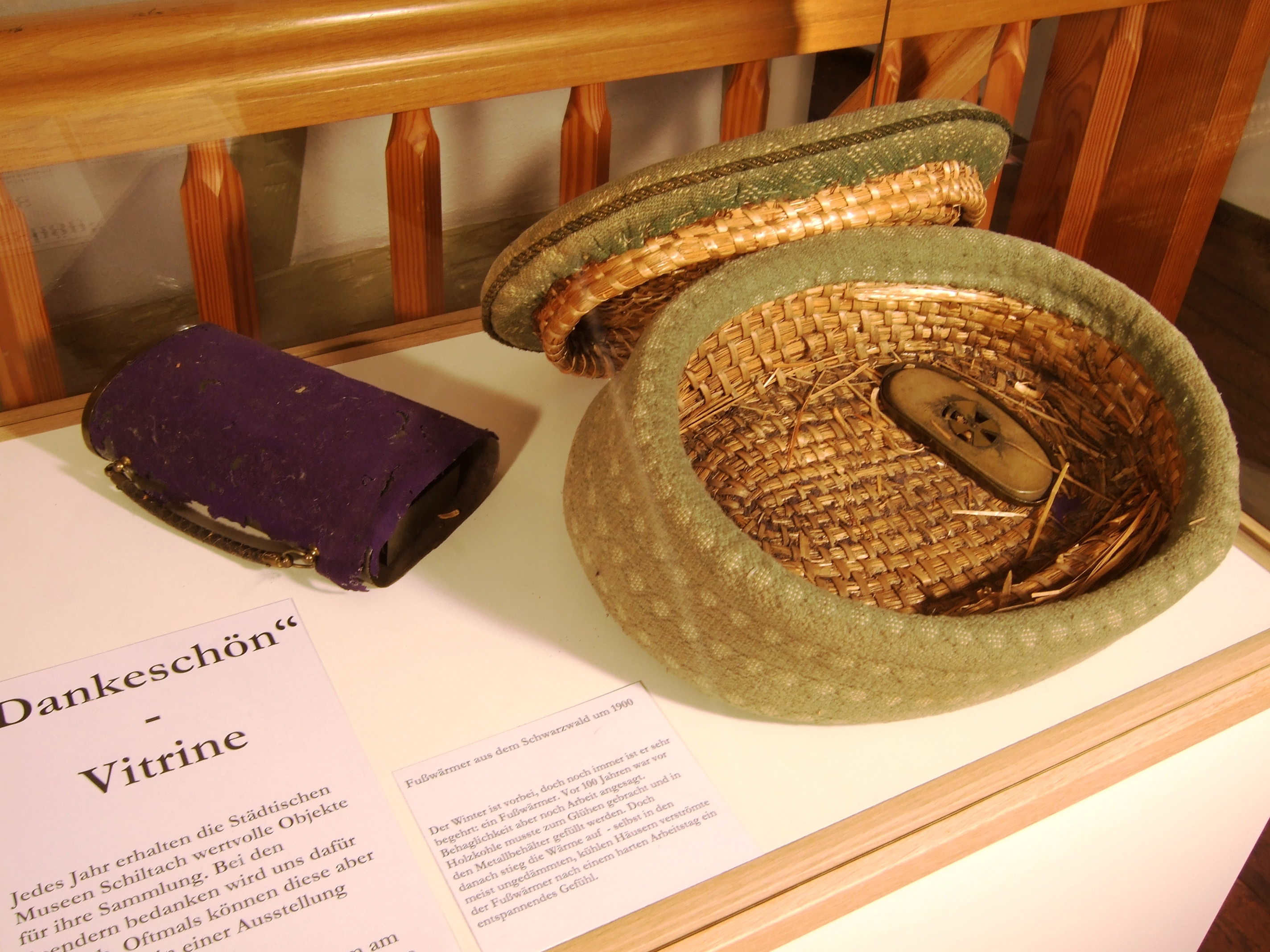
Dankeschön-Vitrine mit einem historischen Fußwärmer aus dem Schwarzwald.

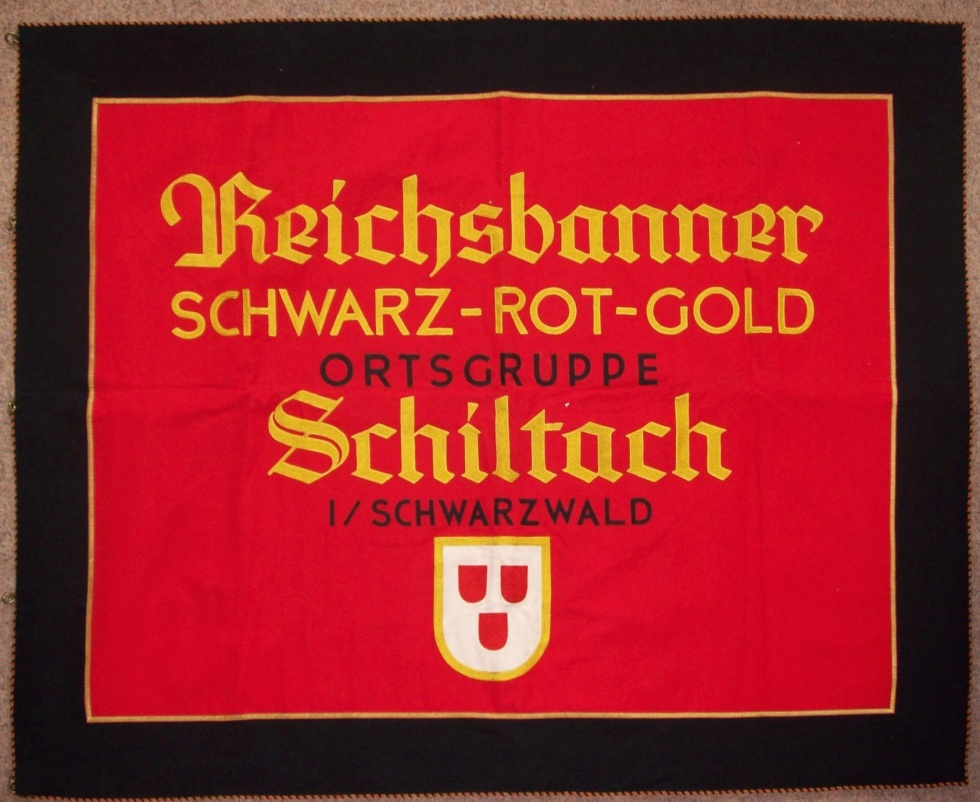
Die Fahne der Ortsgruppe Schiltach des Reichsbanner Schwarz-Rot-Gold

Der Eintritt in die Städtischen Museen Schiltach ist kostenfrei.

## Sonderausstellungen
Im Museum am Markt finden regelmäßig Sonderausstellungen statt. Die Themen der vergangenen Jahre:
- 2012: Werner Leonhard. Aus seiner Schiltacher Schaffenszeit
- 2013: Die Flößerei im Bilde der Kunst
- 2014: Schiltach Worldwide. Aus einer Schwarzwaldstadt in die Welt[3]
- 2014: Millionenrausch. Inflationsgeld aus Schiltach und der Region[4]
- 2015: Über Grenzen hinweg. Als der Bundespräsident aus Schiltach kam und weitere Geschichten[5]
- 2015: Die Bibel. Besondere Ausgaben[6]
- 2016: Fachwerk gestern und heute. Wie Schiltach sich verändert hat[7]
- 2016: 18 Monate – Januar 2015 bis Juni 2016 in den Titelseiten der Zeitungen[8]
- 2017: 1917...18...19! Revolutionäre Jahre im Schwarzwald[9]
- 2018: Lehengericht im Bilde der Kunst[10]
- 2019: Den Menschen im Blick. Holzschnitte von Conrad Felixmüller nach 1945[11]
- 2020: Schiltach in Agfa-Color. Frühe Farbaufnahmen vor 80 Jahren[12]
- 2020: Rolf Rombach – Fotos von Tag zu Tag[13]
- 2021: Faszination Sammelbild. Die ganze Welt daheim[14]
- 2022: Flößerei im Postkartenformat
- 2023: Kindheit - Leben, Spielen, Lernen
- 2024: Eduard Trautwein. Ein deutscher Künstler aus dem Schwarzwald[15]
- 2024: Scharfe Blicke - Sharp Looks by Jens Braun[16]
- 2025: Happy Birthday Schiltach. 750 Jahre in 75 Geschichten[17]

Regelmäßig zeigt das Museum am Markt in seiner „Dankeschön-Vitrine“ Neuerwerbungen der Museumssammlung.

## Sonstiges
Auf der Seite der Stadt Schiltach ist online ein 360°-Einblick in das Museum zu sehen.
2014 nahm das Museum am Markt an dem bundesweiten museumspädagogischen Programm „Museum macht stark“, veranstaltet vom Deutschen Museumsbund, teil.

## Publikationen
- Der Wald als Lebensgrundlage. Eine Studie zur Sozialgeschichte im oberen Kinzigtal; eine Ausstellung zur Wirtschafts- und Sozialgeschichte des oberen Kinzigtales in Zusammenarbeit mit StudentInnen der Universität Freiburg 1991, hrsg. von Felizitas Fuchs, Schiltach 1994.
- Die Wälder und ihr Kleid. Bäuerliche Kleidung zwischen Politik und Privatsache: das Beispiel der Lehengerichter Tracht, Begleitheft zur Ausstellung ab Juli 1995, hrsg. von Felizitas Fuchs, Schiltach 1995.
- Flusslandschaft und Flößerei. 12. Deutscher Flößertag in Schiltach 1999, hrsg. von Felizitas Fuchs, Schiltach 2005.
- Film zur Ausstellung Die Flößerei im Bilde der Kunst bei Youtube[20]
- Schiltachs Bilddatenbank. Leicht nutzbar, kostenfrei und sicher vor Datenverlust, von Andreas Morgenstern, in: Museumskunde, Band 84/2019 – Online[21]
- Lola und Leonardo im Museum. Exklusive Ausgabe für das Museum am Markt, Carlsen K, Hamburg 2022

## Öffnungszeiten
April – Oktober: täglich 11–17 Uhr
Weihnachtszeit: täglich 11–17 Uhr (25.12.–6.1.)

## Standort
77761 Schiltach, Marktplatz 13